# Headhunterz
Willem Rebergen, meglio conosciuto come Headhunterz (Veenendaal, 12 settembre 1985), è un disc jockey, doppiatore e produttore discografico olandese di musica Hardstyle. È noto per essere uno dei più famosi esponenti nel genere.

## Carriera
Intraprende fin da piccolo la carriera di doppiatore, e comincia poi ad appassionarsi alla musica hardstyle partecipando al Qlimax nel 2003. In seguito, a 19 anni, forma con l'amico Bobby van Putten, i Nasty D-Tuners, duo con il quale comincia a fare qualche esperienza. In seguito, Bobby decide di continuare da solista (non riuscendo però a raggiungere molta popolarità) lasciando solo Willem, che continuerà a produrre sotto lo pseudonimo Headhunterz.
Vanta diverse collaborazioni con i dj più importanti del panorama hardstyle mondiale come The Prophet, Abject, Tatanka, Noisecontrollers e ultima in ordine di tempo con Wildstylez dalla quale è nato il gruppo Project One. Sempre presente negli eventi più importanti di musica hardstyle, Headhunterz ha anche composto l'anthem del Qlimax 2007 (nel quale comincia ormai a diventare presenza fissa), The Power Of The Mind (2007), del Defqon.1 2009 "Scrap Attack" e ancora del Defqon.1 2012, World Of Madness, con Wildstylez e i Noisecontrollers.
È considerato da molti una delle figure più importanti, se non la più importante, di tutto il panorama Hardstyle, ed è quasi sempre presente a tutti gli eventi europei tanto che la Q-dance ha pensato di dedicare un evento "One man only" proprio a Headhunterz: L'X-Qlusive, il 31-01-10; un set lungo una notte nel quale Headhunterz ha ripercorso la sua ancor breve ma molto importante carriera.

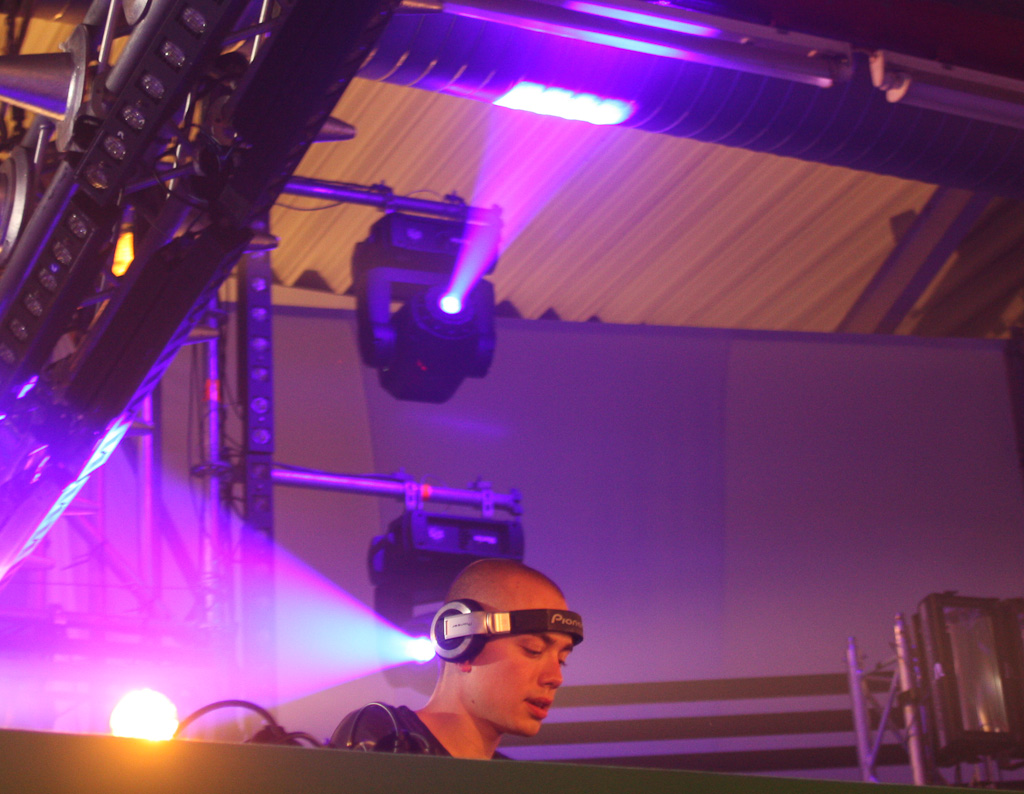
Headhunterz al Syndicate 2010

Headhunterz utilizzava per le sue produzioni il sequencer Ableton Live e Logic Studio, come si vede da questo video pubblicato da lui stesso su YouTube, per poi passare a Studio One. Nell'agosto 2012, viene annunciato che la Q-dance, azienda di intrattenimento olandese proprietaria di una casa discografica, sta preparando un grande evento dedicato a Headhunterz e alla compilation Hard With Style il 20 ottobre presso la neo-inaugurata Ziggo Dome, (arena situata ad Amsterdam). All'evento, dove si esibiranno molti dj del panorama hardstyle, incluso Headhunterz, parteciperanno oltre 20.000 persone conseguendo il tutto esaurito circa una settimana prima dello show. L'evento, come Headhunterz stesso dichiarerà in un'intervista, può essere considerato come l'apice della carriera del giovane dj, che inoltre, sempre nell'ottobre 2012, raggiunge la posizione numero 11 nella classifica dei migliori 100 dj al mondo, il più alto dj hardstyle a conseguire tale posizione nella classifica.
Dal 2013 decide di abbandonare l'Hardstyle spostandosi verso produzioni Electro House. Solo nel 2016 ci sarà un piccolo ritorno nelle scene hardstyle durante il Defqon.1 insieme alle leggende del genere The Prophet e Technoboy. Successivamente al Qlimax dello stesso anno farà parte del duo Project One, insieme a Wildstylez. Nel 2017 è presente al Defqon.1, evento in cui ufficializza il suo ritorno alla musica Hardstyle.
Nel 2018 fonda una nuova etichetta discografica Hardstyle insieme al collega Wildstylez, Art of Creation, con la quale pubblica l'album The Return of Headhunterz. Nel 2018 e nel 2019 rimane il dj Hardstyle meglio posizionato nella classifica dei migliori 100 dj al mondo, raggiungendo rispettivamente la posizione numero 28 e 29.

## Curiosità
- La Q-Dance gli ha dedicato un'intera serie di video ufficiali comprendenti molte delle sue esperienze ad eventi come il Qlimax, ma anche sessioni di produzione in studio e backstage.
- Fin da bambino Rebergen ha anche intrapreso la carriera di doppiatore, prestando la sua voce per Fred e George Weasley in tutti i film di Harry Potter. Ha doppiato inoltre Troy Bolton nella versione olandese di High School Musical e Peter Pevensie in Le cronache di Narnia - Il leone, la strega e l'armadio.

## Hard With Style
Nel maggio 2011, nasce Hard With Style, una compilation di oltre un'ora, ed esclusivamente di musica hardstyle con frequenza mensile, che nel luglio 2013 ha raggiunto il 24º episodio. Nel fenomeno Hard With Style, che ha tra l'altro permesso al dj di incrementare sempre più il suo già notevole successo, vengono incluse principali tracce hardstyle del momento, previews e remix. Negli anni dell’allontanamento di Headhunterz dal genere hardstyle, Hard with Style ha visto la sua conduzione affidata ad altri DJs della scena, tra cui l’australiano Audiofreq, per poi ritornare alla guida di Rebergen durante il suo ritorno avvenuto nel 2017.

## Classifica DJ Mag
| DJ          | 2010 | 2011 | 2012 | 2013 | 2014 | 2015 | 2016 | 2017 | 2018 | 2019 |
| ----------- | ---- | ---- | ---- | ---- | ---- | ---- | ---- | ---- | ---- | ---- |
| Headhunterz | 36   | 17   | 11   | 25   | 40   | 48   | 36   | 33   | 28   | 29   |

- 2021: #105

## Discografia

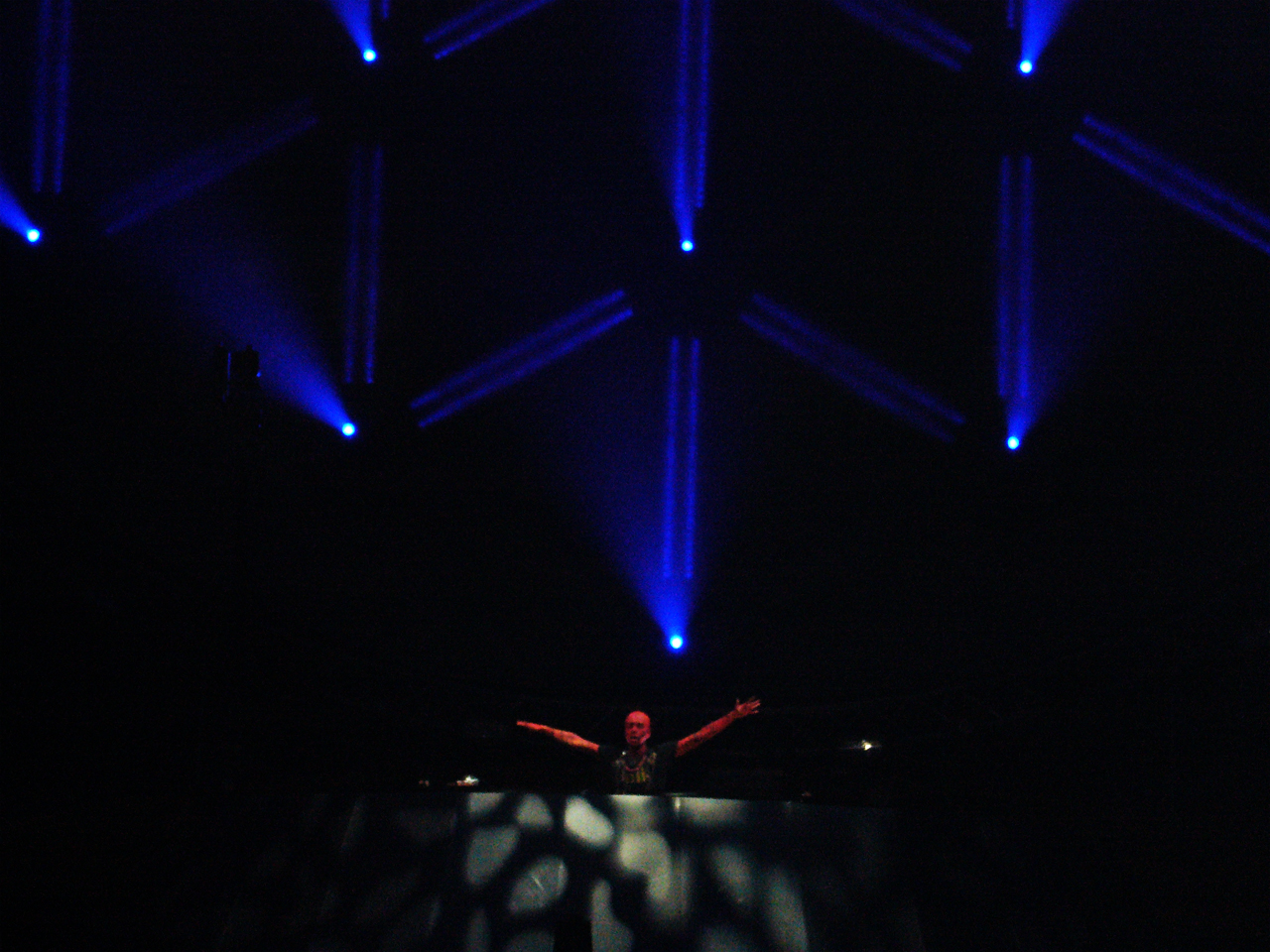
Headhunterz al Qlimax 2008

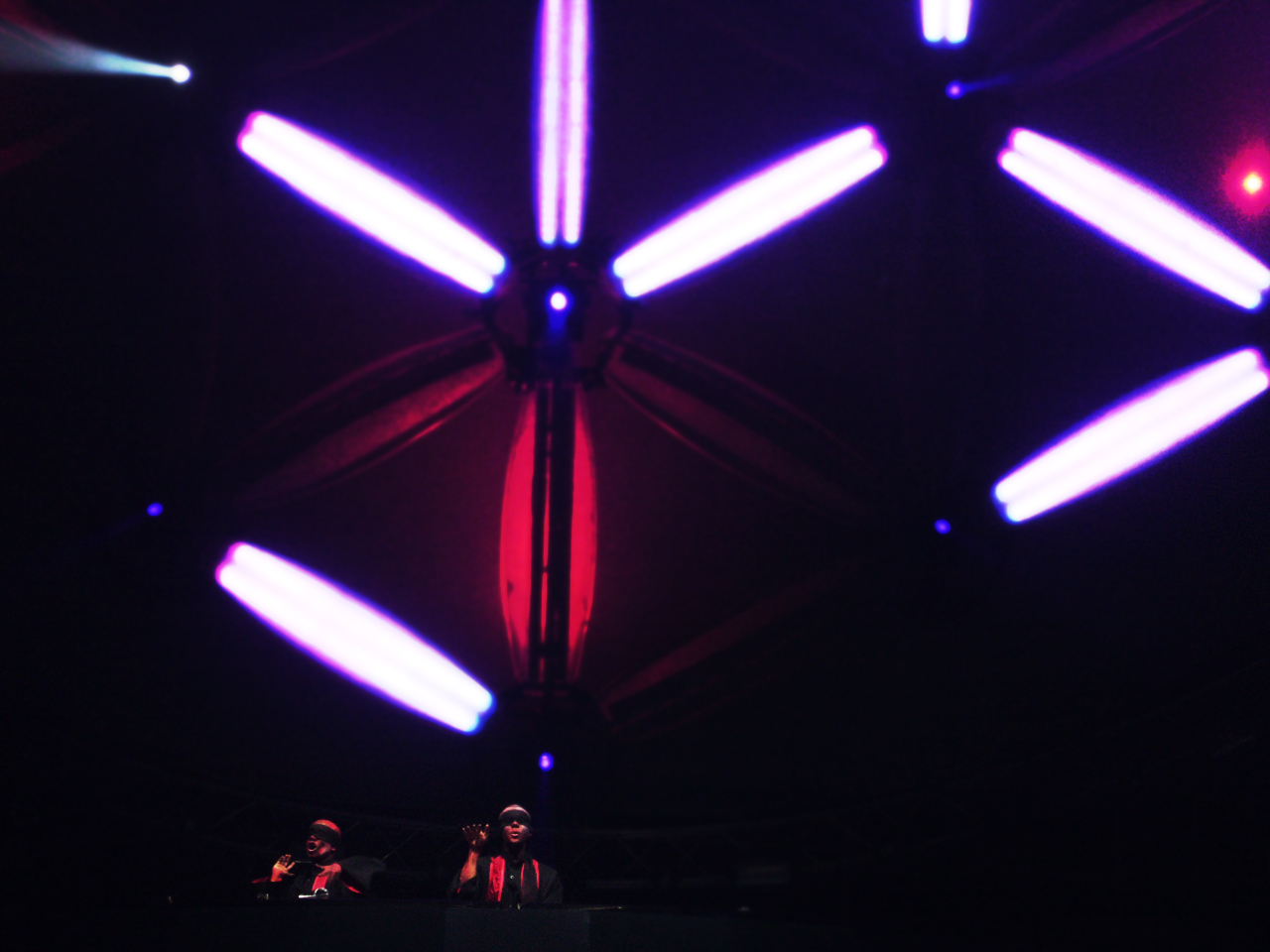
Headhunterz con Wildstylez come Project One al Qlimax 2008

### Album
- 2008 - Project One - The Album
- 2010 - Headhunterz - Studio Sessions
- 2012 - Headhunterz - Sacrifice
- 2018 - Headhunterz - The Return of Headhunterz

### EP
- 2013 - Headhunterz - The Leaked EP
- 2013 - Project One - Ep I

### Brani
- 2006 - Aiming For Ur Brain
- 2006 - Left Some Answerz
- 2006 - The Sacrifice
- 2006 - D-Tuned
- 2006 - Time 2 Rock
- 2006 - Victim Of My Rage
- 2007 - Forever Az One
- 2007 - Digiwave
- 2007 - High Rollerz (con The Prophet)
- 2007 - Rock Civilization
- 2007 - Speakafreak
- 2007 - The End Of My Existence (con Abject)
- 2007 - Scantraxx Rootz (con Abject)
- 2007 - The Power Of The Mind (Qlimax Anthem 2007)
- 2008 - Blame It On The Music (con Wildstylez)
- 2008 - Project 1 (con Wildstylez)
- 2008 - Call It Music (con Tatanka)
- 2008 - W.U.W.H. (con Tatanka)
- 2008 - Subsonic
- 2008 - Hate It Or Love It
- 2008 - Last Of The Mohicanz
- 2008 - Reloaded Part 2
- 2008 - Life Beyond Earth
- 2008 - The Art Of Creation
- 2008 - Numbers
- 2008 - Fantasy Or Reality
- 2008 - Its A Sine
- 2008- The World Is Yours
- 2008 - Halfway There
- 2008 - Best Of Both Worlds
- 2008 - Rate Reducer
- 2008 - The Story Unfolds
- 2008 - Raiders of the Sun
- 2008 - Just Say My Name
- 2008 -  The Lost Soul
- 2008 - The Fear Of Darkness
- 2008 - A New Day
- 2009 - Tribute To Saifam
- 2009 - The Muzical Revolution
- 2009 - Megasound
- 2009 - Tonight (Headhunterz & Wildstylez vs. Noisecontrollers)
- 2009 - Famous (Headhunterz & Wildstylez vs. Noisecontrollers)
- 2009 - Scrap Attack (Defqon.1 Anthem 2009)
- 2010 - Emptiness
- 2010 - Dreamcatcher
- 2010 - Psychedelic
- 2011 - From Within
- 2011 - The Message Is Hardstyle
- 2011 - The Perfect Weapon (con Zatox ft. Nikkita)
- 2012 - Disrespect (con Psyko Punkz)
- 2012 - Eternalize (Hard Bass 2012 Anthem)
- 2012 - Dragonborn (Skyrim Tribute)
- 2012 - World Of Madness (Headhunterz & Wildstylez vs Noisecontrollers)
- 2012 - Hard With Style
- 2012 - Reignite (ft. Malukah)
- 2012 - The Power Of Music
- 2012 - Now Is The Time (ft. Miss Palmer)
- 2013 - United Kids Of The World (con Krewella)
- 2013 - Colors (ft. Tatu)
- 2014 - Breakout (con Audiofreq)
- 2014 - Shocker (con W&W)
- 2014 - We Control The Sound (con W&W)
- 2015 - Nothing Can Hold Us Down (con Hardwell)
- 2015 - Once Again
- 2015 - Live Your Life (con Crystal Lake)
- 2015 - To Be Me (ft. Raphaella) [Shilo Edit]
- 2015 - The Power of Now (con Steve Aoki)
- 2015 - Won't Stop Rocking (con R3hab)
- 2015 - The Universe Is Ours (con Crystal Lake, Reunify ft. Kifi)
- 2016 - Live Before We Die (ft. Kifi)
- 2016 - Kundalini (con Skytech)
- 2016 - Dharma (con KSHMR)
- 2017 - Destiny
- 2017 - Takin it back
- 2018 - Rescue me (con Sound Rush & Eurielle)
- 2018 - No One Can Stop Us Now (con Noisecontrollers e Wildstylez)
- 2018 - Still Standin’
- 2018 - Path of the Hunter
- 2018 - Our Church (con Sub Zero Project)
- 2018 - Leap of Faith
- 2018 - Maximum Force (Headhunterz & Wildstylez aka Project One) (Defqon.1 Anthem 2018)
- 2018 - Resurrection (Headhunterz & Wildstylez aka Project One)
- 2018 - Say My Name
- 2018 - Journey Of The Mind (Headhunterz & Wildstylez aka Project One)
- 2019 - Oxygen
- 2019 - Takin' It Back (Live Edit)
- 2019 - Amen
- 2019 - Follow Me (con Sound Rush feat. Eurielle & Ryan Louder)
- 2019 - Orange Heart (feat. Sian Evans)
- 2019 - Home
- 2020 - Dragonborn Part 2 (feat. Malukah)
- 2020 - The Hunter And The Prey (feat. Sian Evans)

### Remix
- 2007 - Brennan Heart - We Are Possessed (Headhunterz Remix)
- 2008 - Zanza Labs - Biological Chemistry (Headhunterz Remix)
- 2009 - Builder - Her Voice (Headhunterz Remix)
- 2009 - Sa Vee Oh - Loophole - In Qontrol Anthem 2004(Headhunterz Remix)
- 2009 - Project One - Rate Reducer (Headhunterz Remix)
- 2009 - Headhunterz - Rock Civilization (Technoboy Undersound Remix)
- 2009 - Headhunterz - The Sacrifice (Brennan Heart Remix)
- 2010 - Headhunterz vs Wildstylez - Blame It On The Music (D-Block & S-Te-Fan Remix)
- 2010 - Brooklyn Bounce - Club Bizarre (Headhunterz & Noisecontrollers Remix)
- 2011 - geck-o - It's That We Are (Headhunterz Edit)
- 2011 - Duck Sauce - Barbra Streisand (Headhunterz remix)
- 2012 - Kaskade - Lessons In Love (Headhunterz remix)
- 2012 - Hardwell - Spaceman (Headhunterz Remix)
- 2012 - Chuckie vs. Gregor Salto - What Happens In Vegas (Headhunterz Remix)
- 2012 - Nicky Romero - Toulouse (Headhunterz Remix)
- 2012 - Zedd - Spectrum (ft. Matthew Koma) - Headhunterz Remix
- 2012 - Blutonium Boy - Make It Loud (Headhunterz Ziggo Edit)
- 2012 - Zedd - Clarity (feat. Foxes) (Headhunterz Remix)
- 2014 - Flosstradamus - Mosh Pit (Headhunterz Remix)
- 2015 - Armin Van Buuren feat. Mr Probz - Another You (Headhunterz Remix)
- 2015 - Avicii - Waiting For Love (Headhunterz & Carnage Remix)
- 2016 - Crystal Lake feat. Kifi - Into The Sunset (Headhunterz Edit)
- 2016 - Crystal Lake - Say Goodbye (Headhunterz Edit)
- 2020 - Wildstylez - Children Of Drums (Headhunterz Remix)